# Château Seggau
Le château Seggau est un château situé sur le territoire de l'ancienne  commune de Seggauberg, depuis le 1er janvier 2015 intégrée à la municipalité de Leibnitz, dans le sud du Land de Styrie en Autriche, sur une colline boisée.

## Histoire
L'histoire du château remonte à l'époque romaine. Au XIIe siècle, il appartenait à l'Archidiocèse de Salzbourg, comme un bastion missionnaire. Il a été agrandi à partir de 1218 par les évêques de Seckau. 
Aujourd'hui, le château est un centre de conférence de réunion, un hôtel, ainsi qu'un lieu réputé pour ses vignes.

## Référence
- (de) Cet article est partiellement ou en totalité issu de l’article de Wikipédia en allemand intitulé « Schloss Seggau » (voir la liste des auteurs).